# مایکل بوسکین
مایکل بوسکین (انگلیسی: Michael Boskin؛ زادهٔ ۲۳ سپتامبر ۱۹۴۵) یک سیاست‌مدار اهل ایالات متحده آمریکا است.